# Phiên bản thay thế của Robin
Robin là một nhân vật hư cấu, một siêu anh hùng trong các ấn phẩm từ DC Comics. Robin từ lâu đã được cố định trong các truyện tranh Batman là trợ tá của Batman. Từ năm 1940, một số thanh niên khác nhau đã xuất hiện như là Robin. Trong mỗi hiện thân, màu sắc rực rỡ của vẻ và năng lượng trẻ tuổi của Robin đã phục vụ như là một sự tương phản đến phong cách tối và người lớn của Batman.
Đây là danh sách 'các phiên bản khác của Robin trong truyện tranh, bao gồm cả DC Comics, đa vũ trụ DC, Elseworlds, và các nguồn khác.

## Trong dòng liên tục chính thống của truyện tranh
- Dick Grayson là Robin gốc. Mặc dù sau này anh sử dụng danh tính Nightwing trong truyện tranh,  Grayson là phiên bản phổ biến nhất được mô tả trong các phương tiện truyền thông khác. Grayson hiện nay là Batman mới.
- Một cậu bé tên là 'Lance Bruner trải qua yếu tố chính của câu chuyện nguồn gốc của Robin (trở thành một đứa trẻ mồ côi, nhận nuôi bởi Bruce Wayne, khám phá Batcave, và mặc trang phục Robin để chống lại tội phạm) trước khi bị giết chết trong The Brave and the Bold #83 (tháng 4–tháng 5 năm 1969). Đối với hầu hết câu chuyện, cậu tuy nhiên lại là một "hạt giống xấu", "đứa con xấu xa", người đã sắp xếp vụ bắt cóc của mình và thậm chí cố gắng giết Batman và Robin (Dick Grayson, người vẫn là Robin thực sự trong suốt câu chuyện).
- Jason Todd trở thành Robin sau Grayson, mặc dù sự nghiệp anh hùng của cậu kết thúc bằng cái chết không đúng lúc của mình dưới bàn tay của Joker. Todd sau đó sống lại và  sử dụng danh tính Red Hood, và sau đó là Red Robin. Trong một thời gian ngắn anh cố gắng chiếm lấy vị trí của Batman, trước khi Dick Grayson dường như gây ra cái chết rõ ràng của Todd; hiện nay Todd làị trở thành Red Hood một lần nữa.
- Tim Drake trở thành Robin sau Todd, nhưng phải từ bỏ theo yêu cầu của cha mình. Sau khi người thay thế anh là Stephanie Brown được cho là đã chết, Drake lấy lại danh tính Robin. Batman (Dick Grayson) truyền danh hiệu Robin cho Damian Wayne sau khi các sự kiện củaBattle for the Cowl. Drake thì miễn cưỡng, trở thành Red Robin.
- Bruce Wayne trong một thời gian ngắn đảm nhận vai trò khi bị giảm tuổi trong Sins of Youth.
- Stephanie Brown, bạn gái của Drake người trước đây là nữ anh hùng Spoiler, trong một thời gian ngắn làm Robin ở vị trí của Drake, trở thành phiên bản nữ đầu tiên của nhân vật. Hiện tại cô là Batgirl.
- Damian Wayne, con trai của Bruce Wayne và Talia Al Ghul, trở thành Robin sau các sự kiện của Battle for the Cowl.

Trước Crisis on Infinite Earths, rất nhiều Robin sống trên các "Trái Đất" khác nhau trong đa vũ trụ ban đầu (đã bị phá hủy trong Crisis).
Trong một câu chuyện Batman từ những năm 1950, Bruce Wayne giả định danh tính của Robin. Richard Grayson của Earth-Two sử dụng danh hiệu Robin của mình cho đến khi trưởng thành. Sau 52, một đa vũ trụ hữu hạn hoàn toàn mới được phát hiện và tạo ra, và như vậy, một số Robins có thể tồn tại trên các Trái Đất thay thế khác. Trong một khung hình của số cuối cùng của 52, một Earth-2 được mô tả, cùng với một nhân vật tương tự như Robin người lớn của Earth-2 gốc. Cho dù là nhân vật hay không được nhìn thấy, vì Earth-2 này là không giống với một Trái Đất tồn tại trước Crisis on Infinite Earths. Trong trường hợp khác, Talon tương tự như Robin, đến từ Earth-3 mới nơi mà nhân vật này có quan hệ với Owlman tượng tự như quan hệ Batman và Robin trong các vũ trụ chính và duy trì một mối quan hệ lãng mạn với  Duela Dent. Batman #666 mô tả một tương lai trong đó người con trai sinh học của Batman là Damian Wayne trở thành Batman, vốn trước đó phục vụ như là Robin.

## Phiên bản thay thế

### Dick Grayson (Earth Two)

Robin của Earth-Two.

Robin của Earth-Two là một phiên bản song song của Robin, người được giới thiệu sau khi DC Comics tạo ra Earth-Two, một thế giới song song là hồi tố thành lập như là nhà của các nhân vật được công bố trong Golden Age của Truyện tranh. Điều này cho phép các nhà sáng tạo xuất bản sách truyện tranh với Robin trong khi có thể bỏ qua những câu chuyện Golden Age, giải quyết một phi lý, như Robin đã được công bố như là một hóa thân liên tục kể từ khi thành lập.
Nguồn gốc và lịch sử bắt đầu của Robin tương tự như phiên bản cổ điển, ngoại trừ khoảng thời gian xảy ra trong Detective Comics #38 in năm 1940
- Cha me của Richard Grayson bị giết bởi Anthony Zucco.
- Sau một thời gian huấn luyện, Dick Grayson trẻ tuổi trở thành Robin. Câu chuyện in đầu tiên của anh là "Robin, the Boy Wonder." [1]
- Robin tham gia All Star Squadron trong thời gian chiến tranh. Anh em họ xa của anh là Charles Grayson, trợ lý khoa học của Robotman.

Phiên bản này của Dick Grayson không còn tồn tại sau Crisis on Infinite Earths. Anh bị giết bởi Shadow Demons là Anti-Monitor trong khi cố gắng giải cứu thường dân cùng với Kole của Earth-1 và con gái của Batman Earth-Two, Huntress (Helena Wayne).
Khi Đa vũ trụ được tái tạo lại trong sự kiện của Vũ trụ DC là Infinite Crisis, một Earth-Two mới  được sinh ra, với một Dick Grayson tương tự như Grayson của Earth-Two gốc. Nó được thành lập rằng Earth-Two này không giống cái tồn tại trước Crisis on the Infinite Earths .

### Robert Chang
Trong "The Second Batman and Robin Team" (Batman #131, tháng 4  năm 1940), quản gia của Bruce Wayne viết một câu chuyện về tương lai có thể của Batman và Robin. Trong đó, Bruce Wayne kết hôn với Kathy Kane, Batwoman và họ có một con trai tên là Bruce Jr. Khi Wayne nghỉ hưu như là Batman, Dick Grayson nắm giữ vai trò của Caped Crusader.  Bruce Jr., bí mật tự rèn luyện và tình nguyện để trở thành Robin mới, mặc cho sự phản đối từ mẹ của mình. Như Robin II, anh chiến đấu bên cạnh Batman II. Một số "câu chuyện tưởng tượng" tiếp theo có những người theo Bruce Jr, cuối cùng là "Bat-Girl--Batwoman II" trong Batman #163 (năm 1964).
Grant Morrison  sử dụng nhân vật Bruce Wayne Jr trong JLA #9 (1997), trong câu chuyện "Elseworlds."  Sau khi nhân vật siêu phản diện Key bẫy Justice Leaguers trong thế giới giấc mơ, Batman mơ thấy một tương lai, trong đó anh kết hôn với Selina Kyle/Catwoman. Họ có một con trai tên là Bruce Junior, người được nuôi dạy từ nhỏ để trở thành một siêu anh hùng và phục vụ như là Robin II cùng với Batman Tim Drake.
John Byrne tạo ra Bruce  Jr riêng của mình trong lời mở đầu của Batman/Captain America đang chéo từ năm 1996: Robin này tóc đỏ và giống như phiên bản nam của Carrie Kelly. Captain America thức dậy trong thời hiện đại sau khi bị đông lạnh trong băng vào cuối Chiến tranh thế giới thứ II. Anh tái hợp với Batman, một người bạn đã giúp anh khi Joker  và Red Skull gia nhập lực lượng. Captain America rất ngạc nhiên khi biết rằng trong thời gian ngủ đông, Bruce Wayne đã nghỉ hưu như là Batman và truyền cho Dick Grayson với con trai của anh, Bruce Junior là Robin mới.
Byrne tạo lại Bruce Jr trong loạt truyện Superman & Batman: Generations. Ở đó, Bruce Junior, con trai của Bruce Senior và một người phụ nữ giấu tên tương tự như Julie Madison, được đào tạo khi là một cậu bé với hy vọng nối nghiệp cha mình. Tuy nhiên, mẹ của anh từ chối cho "BJ" trở thành Robin cho đến khi cậu 18 tuổi. Tuy nhiên, vào đêm Halloween năm 1964 và ở tuổi 15, anh và con gái của Superman là Kara (Supergirl) lẻn ra ngoài để có một cuộc phiêu lưu, và với sự giúp đỡ của con gái Wonder Woman là Wonder Girl và cháu trai Kid Flash của Flash tham gia lực lượng để đánh bại một số Flash Rogue's Gallery, quyết định để tạo thành nhóm riêng của họ gọi là Justice League. BJ và Kara có một mối quan hệ lãng mạn khi là người lớn, nhưng BJ đặt mối quan hệ này sang một bên khi Joker giết Dick, buộc anh trở thành Batman thứ 3. BJ và Kara cuối cùng kết hôn, nhưng đám cưới của họ phải dừng lại bởi em của Kara là Joel Kent.  Joel, người bị thao túng để ghét gia đình của mình bởi Lex Luthor - do Joel bị mất sức mạnh của mình khi anh tiếp xúc với Kryptonite vàng lúc còn trong bụng mẹ và Luthor tuyên bố rằng cha mẹ của anh đã cố tình làm thế để Joel sẽ không bao giờ vượt qua cha của mình khi trong khi thực tế Luthor là một trong những người đã làm ra nó - tấn công và giết chết dã man Kara bằng cách sử dụng một công thức mà Luthor đã phát triển để cung cấp cho anh sức mạnh. Sau khi Joel bị giết bởi Luthor (người chế giễu Joel rằng huyết thanh phục hồi sức mạnh của anh chỉ là tạm thời và cha của Joel đã luôn luôn nói với anh sự thật trong khi Luthor không làm gì ngoài việc nói nói dối anh), BJ đồng ý nhận chăm sóc con trai của Joel, kết hôn của với mẹ cậu bé là Mei Lei một thời gian sau đó . Cậu bé, tên là Clark Wayne, trở thành Robin của BJ và được mời sử dụng danh hiệu Batman khi trở thành một người lớn, nhưng cậu từ chối theo đuổi bản sắc anh hùng của riêng mình, Knightwing, lý luận rằng chỉ có một Wayne có thể là Batman. Sau đó, Bruce Jr trở thành người đứng đầu đế chế tội phạm của Ra's al Ghul được cha ông biến tốt. Sau khi mở rộng cuộc sống của mình với Lazarus Pit, BJ chết khio chiến đấu một cuộc xâm lược ngoài hành tinh và được chào đón bởi Kara, người chào đón anh lên thiên đường .
Để biết thêm thông tin về một khái niệm tương tự, hãy coi Damian Wayne, con trở thành Batman với Damien phục vụ như là Robin mới.
Trong câu chuyện kỹ thuật số Batman: Batman: Digital Justice, James Gordon và là cháu trai của người trùng tên với mình, Ủy viên Gordon, trở thành Batman. Một nhân vật tên là Robert Chang, người có một phần gợi nhớ đến Jason Todd trước Crisis on Infinite Earths, trở thành Robin.

### Deathwing
Giới thiệu như là một thay thế của Dick Grayson từ dòng thời gian khi đồng đội Titan của anh, Donna Troy, có một người con trai bị hóa điên và biến thành Lord Chaos và chinh phục thế giới của anh. Phiên bản này của Dick sử dụng danh tính Nightwing và giúp đào tạo một nhóm thanh thiếu niên có siêu năng lực được biết đến như là Teen Titans. Anh tham gia với một Titan trẻ tuổi hơn, Mirage, trong thời gian này. Nightwing thay thế trong tương lai này đi ngược thời gian và trong một thời gian ngắn gia nhập Team Titans khi nhiệm vụ của nhóm đưa họ tới quá khứ, hiện tại của chúng ta. Phiên bản này của Nightwing, bị tấn công và tha hóa bởi một phiên bản đen tối của Raven trong một thời gian ngắn ngay khi anh trở về quá khứ, thay đổi tên của mình thành Deathwing, và phục vụ như là trợ lý của cô. Anh trở nên vô cùng độc ác, dò tìm và hãm hiếp người mà anh từng yêu là Mirage, và hãm hiếp cô. Cô mang thai và có một đứa con tên Julienne.
Trong sự kiện Zero Hour, hồi tố này bị xóa khỏi dòng thời gian, Mirage, Terra và Deathwing tồn tại. Sau này thiết lập rằng họ là đến từ dòng thời gian hiện tại, và đã bị đẩy qua dòng thời gian và được cho những kỷ niệm sai bởi Time Trapper, những người muốn sử dụng họ như các đặc vụ ngủ chống lại nhân vật phản diện du lịch thời gian,Extant.
Điều này không được tiết lộ cho đến khi một trong những người điều hành sau này của Teen Titans không phải là Dick Grayson, mà trên thực tế danh tính thật của Deathwing không bao giờ được phát hiện ra. Sau câu chuyện này, phiên bản này của Nightwing không được nhìn thấy kể từ đó.

### Red Robin

Red Robin trong Kingdom Come.

Trong Kingdom Come (Earth-22 sau Infinite Crisis) một Dick Grayson trung niên lấy lại danh hiệu Robin và trở thành Red Robin, những không ở bên cạnh người thầy cũ của mình là Batman, mà là với Superman League. Trang phục của ông là gần với các của Batman trong thiết kế, chứ không phải là giống với bất kỳ đồng phục Robin nào trước đó. Tuổi tác không làm chậm lại ông, khi ông sở hữu tất cả kỹ năng chiến đấu và bí mật của Batman. Trong câu chuyện này, ông có một con gái với Starfire; Mar'i Grayson (Nightstar). Starfire đã chết trong dòng thời gian của câu chuyện, theo S! Elliot Maggin tiểu thuyết của Elliot S! Maggin, và Nightstar gọi Bruce Wayne là "Ông", mặc dù không có mối quan hệ máu mũ. Vào cuối của bộ truyện tranh và tiểu thuyết, Bruce và Dick đã hòa giải.
Red Robin lại xuất hiện trong tài liệu quảng cáo cho sự kiện Countdown  của DC; Cuối cùng, nó đã được tiết lộ rằng điều Red Robin này không phải là Dick Grayson, mà là Jason Todd . Trang phục của Red Robin của Todd mang tính biểu tượng nhiều hơn trang phục được lựa chọn, Jason vẫn là Red Hood và Robin, được thể hiện như Red Robin.
Tuy nhiên, trong Countdown to Final Crisis #17, Jason có một bộ áo Red Robin được treo trong "Bat Bunker" (phiên bản Earth-51 của Batcave) khi anh và Batman của Earth-51 tham gia cuộc chiến dữ dội trên Trái Đất phía trên Bat Bunker. Jason giữ bộ áo và danh tính mới của mình cho phần còn lại của nhiệm kỳ của anh như là "Challenger của Unknown" và chỉ loại bỏ nó khi anh trở về Trái Đất Moi81 và quay trở lại quần áo "Red Hood" đường phố của mình.
Trong tựa truyện Scattered Pieces dẫn đến Batman R.I.P., một Red Robin mới xuất hiện nhưng chỉ bắt chước Robin (Tim Drake) và bị nghi ngờ là đã đánh cắp một túi tiền từ Penguin. Tim ban đầu nghi ngờ Jason Todd sử dụng lại tính cách Red Robin. Tuy nhiên, Jason tuyên bố vô tội, đoán rằng ai đó có thể đã đánh cắp trang phục của anh khi anh loại bỏ nó trước đó. Red Robin mới phá vỡ một vụ xô xát giữa Tim và Jason, và sau đó được tiết lộ là  Ulysses Armstrong. Armstrong sau đó thay đổi trang phục khi hắn tự bộc lộ mình la Anarky mới, và sau khi bị bỏng nặng trong một vụ nổ, Tim Drake mặc một trang phục ít tiết lộ của Red Robin để che giấu vết thương của mình. Sau đó Todd trở lại trang phục tiêu chuẩn của mình.
Năm 2009, một loạt truyện mới được gọi là Red Robin được phát hành. Red Robin mới được tiết lộ là Tim Drake / Wayne.

### Robin của Stan Lee
DC tạo ra một phiên bản của Robin cho dòng truyện tranh Just Imagine... của Stan Lee, trong đó nhân vật của DC Comics đã được tưởng tượng bởi Stan Lee của Marvel Comics. Robin là một đứa trẻ mồ côi bị Reverend Darkk, nhân vật phản diện chính của loạt truyện, bắc trở thành một tên trộm và một kẻ giết người. Anh gặp Batman khi Darkk giao Robin nhiệm vụ giết Batman. Batman sống sót cuộc tấn công và ngược lại cho Robin thấy bộ mặt thật của Darkk. Robin gia nhập mặt tốt trong một thời gian, nhưng trong số khủng hoảng đã tiết lộ rằng Robin trong thực tế đã làm việc với Darkk toàn bộ thời gian; cuối cùng ông được chuyển hóa thành một Hawkman, trước khi được tái sinh thông qua Yggdrasil như la Atom.

### DC One Million
Trong thế kỷ 853, Batman hiện tại được hỗ trợ bởi một người máy gọi là Robin the Toy Wonder. Cha mẹ của Batman la bảo vệ trên hành tinh nhà tù của Sao Diêm Vương và qua đời trong một cuộc bạo loạn. Robin này được Batman  lập trình với tính cách như một cậu bé và hoạt động như một tái ngược/nguồn gốc của quan điểm để anh sẽ không bị hấp thụ bởi bóng tối trong nhiệm vụ của mình cho công lý. Robin này tin rằng đây là lý do Bruce Wayne đưa Dick Grayson vào cuộc sống của mình.

### Dick Grayson (Earth-43)
Trong vũ trụ này, như được thiết lập trong Batman & Dracula: Red Rain và phần tiếp theo của nó, Flying Graysons bị giết bởi Batman ma cà rồng, như thể hiện trong DC Infinite Halloween Special. Dick phát triển để trở thành một thợ săn ma cà rồng bị ám ảnh, nhưng được biến đổi bởi Batman trong The Search for Ray Palmer: Red Rain, và trở thành đối tác của Batman.

### Dick Grayson (Earth-50)
Trong Vũ trụ Wildstorm, Dick Grayson là một đặc vụ Planetary  tại thành phố Gotham, hợp tác với một người đàn ông tên là Jasper người tương tự như Joker. Anh xuất hiện trong Planetary/Batman: Night on Earth, trước khi  Planetary  thay đổi vũ trụ với Batman.

### Robin của Vũ trụ Dark Knight
Những câu chuyện này được thiết lập trong Vũ trụ Dark Knight của Frank Miller va không được xem là kinh điển. Miller đã tuyên bố rằng Vũ trụ Dark Knight bao gồm: Batman: Year One (cuốn sách duy nhất kinh điển trong DCU), All Star Batman and Robin, Spawn/Batman đang chéo, The Dark Knight Returns, The Dark Knight Strikes Again và sắp tới là Holy Terror, Batman!. Holy Terror, Batman! là tách ra từ Batman.
Trong phiên bản này, Batman coi các trợ tá của mình như nhân viên chứ không phải là người thực tập (mặc dù ông đề cập đến Robin như người thực tập trong All Star Batman and Robin #9), những người mà ông đe dọa sẽ "sa thải" từ "công việc" của họ và thậm chí là cả làm điều đó trong một trường hợp với một trong số họ.

#### Dick Grayson
Trong Vũ trụ Dark Knight của Frank Miller, nguồn gốc của Grayson là khác biệt với vũ trụ DC Comics chính thức. Như đã thấy trong tiêu đề All Star Batman and Robin, Grayson là một cậu bé 1 tuổi, người biểu diễn trong rạp xiếc với cha mẹ, là Flying Graysons. Bruce Wayne đã đến buổi diễn nhiều lần để xem anh thực hiện các pha nguy hiểm. Một đêm, trong khi Wayne xem buổi biểu diễn với phóng viên Vicki Vale, Graysons thực hiện một kỳ công tuyệt vời. Khi khán giả bắt đầu cổ vũ và vỗ tay thì đột nhiên một người đàn ông đến và bắn cha mẹ Grayson vào đầu.
Batman đánh bại được tay súng trong khi một số sĩ quan cảnh sát tha hóa của thành phố Gotham bắt giữ Dick Grayson. Họ đưa cậu đến một nơi bên ngoài thành phố Gotham, vào một đoạn rừng vắng, nơi họ bị tra tấn và/hoặc tử hình người dân, nhưng Batman đã đến giải cứu kịp lúc.
Batman mang Dick vào Batmobile và yêu cầu cậu tham gia với mình trong cuộc thập tự chinh chống lại tội phạm trong thành phố Gotham. Dick đồng ý tham gia cuộc thập tự chinh. Khi đến Batcave, Batman có ý định cho Dick tồn tại trong hang động mà không cần bất kỳ giúp đỡ. Tuy nhiên Alfred Pennyworth thương hại Dick và cho cậu thực phẩm và một nơi phong nha để ngủ. Batman là không hài lòng, vì ông muốn Dick trải qua những điều tương tự như mình, cho dù Dick có thích hay không.
Sau đó, Batman mang kẻ giết cha mẹ Dick, một người đàn ông được gọi là Jocko-boy Vanzetti. Batman nói với Grayson rằng mặc dù Vanzetti giết cha mẹ cậu, nhưng có ai đó đã thuê anh ta làm như vậy. Batman trao cho Grayson, người vào thời điểm đó mang một cái rìu, sự lựa chọn của việc có nên giết Jocko-boy hay không. Grayson cắt băng dáng miệng của Vanzetti và hỏi anh ta tên người thuê giết chết cha mẹ của cậu. Câu trả lời phần nhiều khiến Batman cảm thấy ghê tởm, Joker.
Batman lệnh cho Grayson tự làm cho mình một bộ trang phục. Cậu làm như vậy bằng cách sử dụng Robin Hood là nguồn cảm hứng. Cậu trở thành một cung thủ và mặc một áo choàng với mũ trùm và do đó tự gọi mình là Hood. Batman, khi nhìn thấy điều này, kéo mũ trùm xuống, nói với cậu rằng bất cứ ai cũng có thể làm được điều đó. Khi nghe lời khuyên này, Grayson bỏ mũ trùm và quyết định gọi mình là Robin. Với cái tôi mới của mình được khẳng định, cậu đi kèm với Batman khi anh đối đầu với Green Lantern, như là Batman và Green Lantern nói chuyện với nhau trong một ngôi nhà an toàn của Batman được Robin sơn màu vàng để ngăn không cho Hal Jordan sử dụng chiếc nhẫn sức mạnh của mình.
Sau một cuộc thảo luận dài, trong đó Jordan mất sự điềm tĩnh của mình và tấn công Batman, Jordan cáo buộc Batman bắt cóc Grayson và mặc quần áo cho cậu như là trợ tá. Batman nói với Jordan rằng Robin không phải là Grayson, nhưng trong thực tế là một cậu bé mà anh đã gặp sáu năm trước đây trên một chuyến đi đến Istanbul. Cuối cùng, Batman thu lại lời nói dối và chỉ đơn thuần là đảm bảo với Jordan rằng Grayson không phải là Robin. Robin sau đó tiết lộ cậu đã lấy nhẫn sức mạnh của Jordan và sau một cuộc chiến ngắn, Robin vô tình đánh vào cổ họng của Jodam, cắt đứt nguồn cung cấp khí của anh ta. Batman sau đó đánh Grayson để làm cho cậu bình tĩnh, sau đó cởi mặt nạ và phẫu thuật khí quản để cứu lấy mạng sống của Jordan. Sau này, Batman phản ánh về sự kiện này, nói rằng ông đã làm một việc không tốt trong lúc giảng dạy Robin và sau đó mang Robin đến mộ cha mẹ của cậu để thương tiếc, tuyên bố đó là nơi mà nó bắt đầu. Dick khóc và đấm vào bia mộ, sau đó Batman chia sẻ nỗi đau buồn của cậu.
Miller tuyên bố rằng những sự kiện này là trước The Dark Knight Returns (DKR) và phần tiếp theo của nó là Batman: The Dark Knight Strikes Again.. Trong các loạt truyện này, đó là tiết lộ rằng Batman đã sa thải Grayson sau khi anh chứng minh là không đạt yêu cầu. Trong DKR, Batman gọi tên Grayson trong khi mê sảng, ngụ ý một cảm giác của tình cha con với Grayson. Sau đó, ông giả cái chết của mình và lại xuất hiện để chống lại một chế độ tham nhũng của Lex Luthor.
Grayson tái xuất hiện như một siêu phản diện biến đổi gen. Anh dường như đã gia nhập lực lượng với các nhân vật phản diện cấp cao như Luthor, và trải qua thao tác mở rộng gen để đạt được khả năng tự chữa thương và biến hình. Với những khả năng này, anh có thể làm thay đổi diện mạo của mình theo ý thích và đưa vào tính cách của Joker (người đã tự sát trong DKR). Sau khi tấn công và giết chết một số nhân vật DC nổi tiếng, (chẳng hạn Guardian, Creeper và Martian Manhunter), anh truy tìm Carrie Kelly, đối tác mới của Bruce và có ý định giết cô để trả thù Batman. Kế hoạch của anh bị thất bại  khi Batman đến giải cứu Catgirl và cuối cùng giết chết Grayson, kích hoạt hệ thống tự hủy của han và thả Grayson vào hố nham thạch dưới hang động, hoàn toàn làm tan rã Grayson.
Trong phiên bản này, Batman cho thấy không có sự cảm thông nào cho Grayson bất chấp lời cầu xin của anh; khi Grayson rằng anh có thể làm bất cứ điều gì cho Batman, Bruce chỉ đơn giản nói rằng Grayson không thể cắt nó, và không e ngại gì, giết anh. Tuy nhiên, trong cả Dark Knight Returns và sau đó là All Star Batman and Robin The Boy Wonder,, Batman có dấu hiệu của tình yêu của người cha về phía Grayson, nhưng quyết định che giấu chúng. Grayson được gọi là "Joker Boy" bởi một số người bao gồm Oliver Queen.

#### Carrie Kelly
xem Carrie Kelly

### Richie Grayson
Trong loạt truyện Trinity, thực tế bị thay đổi, loại bỏ Superman, Batman, Wonder Woman từ dòng thời gian này. Trong thế giới thay thế này, "Richie" Grayson là một thành viên của băng Zucco .

### Elseworlds

#### Alfred Pennyworth
Alfred là một nhân vật quen thuộc trong các sách về Batman như là quản gia già của Bruce Wayne. Tuy nhiên, trong Batman: Dark Allegiances, thiết lập trong thời kỳ chiến tranh thế giới thứ II, Batman, Catwoman, và Alfred được tuyển dụng để chiến đấu đằng sau phòng tuyến của Đức quốc xã trong mùa đông năm 1940. Alfred được trao cho tên mã là Robin.

#### Superman & Batman: Generations
Trong Superman & Batman: Generations, Dick Grayson là Robin cho đến khi anh đi học đại học. Vai trò này sau đó được dùng bởi con trai của Batman, Bruce Wayne Junior, chống lại mong muốn của mẹ mình. Tuy nhiên, anh từ bỏ vai trò khi Dick bị giết để trở thành Batman. Vài năm sau đó, Clark Wayne, con trai sinh học của Joel Kent và con trai nuôi của Bruce Wayne Jr,đảm nhận vai trò của Robin, trước khi trở thành Knightwing.

#### Richart Graustark
Thiết lập vào những năm 1960, Thrillkiller được viết và vẽ bởi Howard Chaykin và Dan Brereton và xuất bản trong năm 1997-98. Nó có Bruce Wayne là một thám tử Cảnh sát Gotham sau khi gia đình của anh bị hủy hoại bởi cuộc Đại suy thoái. Biệt thự Wayne do đó được sử dụng bởi Barbara Gordon, con gái của Ủy viên cảnh sát James Gordon, một phụ nữ có cá tính nổi loạn, và một chút điên rồ. Sống cùng với bạn trai là Richart Graustark, người sử dụng cái tên của "Dick Grayson", có lẽ là để che đậy nguồn gốc Đức của anh (chiến tranh thế giới thứ II vẫn còn khá mới mẻ trong tâm trí của người dân vào thời điểm đó).
Barbara và Graustark cùng nhau chống tội phạm như là Batgirl và Robin, mặc dù, trong phong cách thực chống thành lập những năm 1960, mục tiêu chính của họ là những cảnh sát tham nhũng, đặc biệt là những người dẫn đầu bởi Thanh tra Duell - người giống Two-Face - và Bianca Steeplechase, một người khá giống Joker nhưng lại nữ tính.
Trong phiên bản này, gia đình Grayson vẫn biểu diễn nhào lộn trong rạp xiếc, nhưng cái chết của họ được tạo ra như là kết quả của các hoạt động như Robin chứ không phải là những cách truyền thống khác. Grayson bị chiếm hữu dần bởi sự đau buồn và giận dữ, cuối cũng dẫn đến cái chết của anh.
Grayson được thay thế như là đối tác của Barbara bởi Thám tử Bruce Wayne, người sử dụng nhân dạng của Batman, nhưng những ký ức về Grayson thậm chí còn khiến Barbara bị tâm thần và cô sử dụng chiêu bài Robin như là một phần của tìm kiếm trả thù.

#### Robin Drake
Nhân vật chính trong JLA: The Riddle of the Beast, Robin Drake trẻ tuổi tập hợp tất cả những anh hùng của Thế giới để chống lại Beast (Etrigan).

#### Rochelle Wayne
Trong Batman: Reign of Terror lấy bối cảnh của cuộc Cách mạng Pháp, em gái của Bruce Wayne biết được danh tính bí mật của anh, và thiết kế một bộ trang phục Robin để hỗ trợ Bruce.

#### "Rodney"
Batman: Dark Knight Dynasty có tính năng ba thế hệ của Waynes là quá khứ, hiện tại và tương lai. Trong phần tương lai, Brenna Wayne được hỗ trợ bởi một con khỉ được tăng cường trí thông minh trong trang phục Robin, có cái tên là 'Rodney'.

#### Redbird
Trong The Blue, The Gray and the Bat lấy bối cảnh thời Nội chiến Mỹ, đại ý  Bruce Wayne được hỗ trợ bởi một người Mỹ bản địa có tên là Redbird. Gia đình của Redbird bị giết bởi những người đàn ông da trắng, và, cho đến khi ông trả thù được, đã bôi sơn chiến tranh trong một thiết kế tương tự như một mặt nạ domino.

#### Robin 3000
Trong Robin 3000 tương lai, Trái Đất được điều khiển bởi người ngoài hành tinh chuyên chế. Batman (Bruce Wayne thứ 20) bị giết khi cố gắng để ngăn chặn chúng, nhưng nhiệm vụ của ông được tiếp tục bởi cháu trai của mình, Tom (Thomas) Wayne. Câu truyện này ban đầu được tạo ra bởi P. Russell Craig vào năm 1986 như Tom Swift 3000 , nhưng sau đó viết lại trong năm 1992 như là một câu chuyện Robin khi kế hoạch ban đầu đã không thành công.

#### Tengu
Trong Elseworlds Robin năm 1996, một chiến binh trẻ tuổi vô danh ở Nhật Bản thế kỷ 16, được nuôi dạy bởi Samurai-Bat, và có biệt danh là Tengu bởi một Cat-Ninja nữ. Tengu mất người thầy của mình trong trận chiến. Tengu sau đó đã được tiết lộ là người thừa kế hợp pháp lên ngôi hoàng đế, và người cướp ngôi (tin rằng Tengu biết điều này và âm mưu chống lại mình) đã cố gắng để giết anh. Tengu buộc phả giết người cướp ngôi để tự vệ, nhưng do anh đã tuyên thệ trung thành với người này nên buộc phải tự tử như là một kết quả của sự ô nhục này.

#### Robin Redblade
Trong Detective Comics 1996 Elseworlds hàng năm (Batman: Leatherwing), một đứa trẻ mồ côi trên đường phố của Kingston vào thế kỷ 17, Kingston, người trở thành người phục vụ cho tay cướp biển Leatherwing.

#### Tris Plover
Trong Robin 1998 Legends of The Dead Earth hàng năm, nhân lại cố gắng để đến được các thế giới khác bằng tàu thế hệ. Trên một trong những con tàu, một nhóm được gọi là Proctors nắm quyền kiểm soát và những người khác là nô lệ sẽ bị xử tử vào ngày sinh nhật thứ 30 của họ để bảo tồn nguồn tài nguyên của con tàu.
Tris Plover,  một nô lệ 29 tuổi, nổi loạn chống lại các Proctors. Cô gặp một nổi loạn khác, được gọi là Batman, người dặt cho cô danh tính Robin. Với cái giá là mạng sống của họ, họ thành công trong việc đánh bại các Proctors và Robin đặt hành trình cho con tàu đến hành tinh New Gotham.

#### Bird Dark
Đây là tên của cộng sự của Batman trong truyện ngụ ngôn phần nào bị cắt xén nói về một thế giới thuộc địa khác, như trong Legends of the Dead Earth" Batman Annual #20 (1996). Trong khi tên của nhân vật là dựa trên Nightwing, trang phục là màu sắc của Robin.

### Tiny Titans
Tiny Titans là một loạt truyện cho trẻ em dựa trên Teen Titans (và các nhân vật DCU), như là trẻ em đi học tại trường dành cho các trợ tá siêu anh hùng. Dick Grayson là một nhân vật chính trong loạt truyện, và thường cố gắng để hành động như là nhà lãnh đạo, mặc dù phần còn lại của Tiny Titans hiếm khi nghe lời cậu. Cậu tạm thời bắt đầu mặc một phiên bản trẻ em của trang phục Nightwing đầu tiên của mình, nhưng sau đó đã trở lại là Robin. Jason Todd và Tim Drake cũng được giới thiệu vào loạt truyện này là trẻ mới biết đi có Barbara Gordon là vú em. Cả Jason và Dick đều mặc các trang phục Robin ban đầu, trong khi Tim mặc trang phục Robin trong "One Year Later" năm 2006.

### Batman: Year 100
Một phiên bản khác của Robin xuất hiện trong loạt hạn chế Batman: Year 100 của Paul Pope. Robin này là một thiếu niên da màu hoạt động như là cộng sự của Batman cũng như là thợ cơ khí cho "Batmobile", một chiếc xe máy công nghệ cao. Rất ít sự tiết lộ về cốt truyện của Robin này trừ việc anh dường như được nhận nuôi bởi Batman ở độ tuổi trẻ, và Robin là tên thật chứ không phải là một bí danh. Không giống như các phiên bản lặp đi lặp lại khác của nhân vật, Robin trong "Year 100" không mặc một bộ trang phục.